# Sebastian Brendel
Sebastian Brendel (Schwedt/Oder, 12 marzo 1988) è un canoista tedesco.
Professionista dal 2007, è campione olimpico in carica nel C1 - 1000 metri. Detiene inoltre il record del mondo in questa specialità, realizzato nel Campionato mondiale di Mosca  nel 2014

## Palmarès
- Olimpiadi

Londra 2012: oro nel C1 1000m.
Rio de Janeiro 2016: oro nel C1 1000m e nel C2 1000m.
- Mondiali

Duisburg 2007: argento nel C4 500m.
Dartmouth 2009: bronzo nel C1 1000m.
Poznań 2010: bronzo nel C1 1000m.
Seghedino 2011: bronzo nel C1 4x200m.
Duisburg 2013: oro nel C1 5000m, argento nel C1 1000m e nel C1 4x200m.
Mosca 2014: oro nel C1 1000m e nel C1 5000m e argento nel C1 500m.
Milano 2015: oro nel C1 1000m e nel C1 5000m.
Račice 2017: oro nel C1 1000m, C1 5000m e nel C4 1000m.
Montemor-o-Velho 2018: oro nel C1 1000m e nel C1 5000m, argento nel C1 500m.
Seghedino 2019: oro nel C1 500m e nel C1 5000m.
- Europei

Pontevedra 2007: bronzo nel C4 500m.
Milano 2008: argento nel C1 500m e bronzo nel C1 1000m.
Brandeburgo 2009: argento nel C1 1000m e nel C1 4x200m e bronzo nel C1 500m.
Corvera de Asturias 2010: oro nel C1 1000m.
Belgrado 2011: oro nel C1 1000m e nel C1 2000m
Zagabria 2012: oro nel C1 1000m.
Montemor-o-Velho 2013: oro nel C1 5000m.
Brandeburgo 2014: oro nel C1 1000m e nel C1 5000m e argento nel C1 500m.
Račice 2015: oro nel C1 1000m e C1 5000m.
Mosca 2016: oro nel C1 1000m.
Plovdiv 2017: oro nel C1 1000m e nel C1 5000m, argento nel C4 1000m.
Belgrado 2018: oro nel C1 5000m, argento nel C1 500m e C1 1000m.
- Giochi europei

Baku 2015: oro nel C1 1000m.
Minsk 2019: bronzo nel C1 1000m.